# Brudzew-Kolonia
Brudzew Kolonia – część wsi Cichów w Polsce, położona w województwie wielkopolskim, w powiecie tureckim, w gminie Brudzew.
W latach 1975–1998 Brudzew-Kolonia administracyjnie należał do województwa konińskiego.